# Park County, Wyoming
Park County är ett administrativt område i delstaten Wyoming, USA, med 28 205 invånare. Den administrativa huvudorten (county seat) och största staden är Cody. Både Cody och den näst största staden Powell ligger i countyts östra del.
Strax över hälften av Yellowstone nationalpark ligger i countyt och upptar countyts västra del. Natur- och västernturism är därför en viktig näring i området.

## Geografi
Enligt United States Census Bureau har countyt en total area på 18 048 km². 17 980 km² av den arean är land och 68 km² är vatten. 

### Angränsande countyn
- Park County, Montana - nord
- Carbon County, Montana - nordöst
- Big Horn County - öst
- Washakie County, Wyoming - öst-sydöst
- Hot Springs County, Wyoming - sydöst
- Fremont County - syd
- Teton County - sydväst
- Gallatin County, Montana - nordväst

## Historia
Park County skapades genom beslut av Wyomings legislatur 15 februari 1909 på mark som dessförinnan tillhört Big Horn County, och konstituerades 1913. Countyt namngavs efter Yellowstone nationalpark som till mer än hälften ligger på countyts område. Hot Springs County skapades 1913 med mark från Park County samt de angränsande Big Horn County och Fremont County. Mindre gränsjusteringar gjordes 1929 och 1931. Sedan 1931 har countyt sina nuvarande gränser.

## Orter
Invånarantal vid 2010 års folkräkning anges inom parentes.

### Större städer (cities)
Städer med minst 4 000 invånare och kommunalt självstyre:
- Cody (9 520)
- Powell (6 314)

### Småstäder (towns)
Städer med under 4 000 invånare och kommunalt självstyre:
- Frannie (157)
- Meeteetse (327)

### Census-designated places
Census-designated places, orter utan kommunalt självstyre:
- Garland (115)
- Ralston (280)
- Mammoth (263)

### Övriga mindre orter
- Clark
- Wapiti
- Yanceys